# Graphigona gubernatrix
Graphigona gubernatrix är en fjärilsart som beskrevs av Achille Guenée 1852. Graphigona gubernatrix ingår i släktet Graphigona och familjen nattflyn. Inga underarter finns listade i Catalogue of Life.